# Sockenskräddare
Sockenskräddare var en skräddare som verkade på landsbygden, utanför staden där annars hantverkare inom skråna verkade.
Sockenskräddare utsågs inom en socken av sockenstämman och beslutet lagfästes i häradsrätten. Skräddaren var oftast kvalificerad och ansluten till skrået och betalade en skatt som kallades gärningsören. Vid sidan av dessa sockenskräddare fanns även byskräddare, som verkade utan krav på kvalificering eller att bli utsedda.
Skråtvånget formaliserades i mitten av 1600-talet och upphörde 1846, och sockenstämmor upphörde med kommunreformen 1862, vilka tidpunkter markerar början och slutet på att utse sockenskräddare.
På likartat sätt som för skräddare kunde sockenstämman också utse sockenskomakare, smeder, murare och glasmästare.